# Boguszówka (województwo mazowieckie)
Boguszówka (do 14 lutego 2002 Boguszówka Majątek) – wieś sołecka (do 14 lutego 2002 osada) w Polsce położona w województwie mazowieckim, w powiecie kozienickim, w gminie Gniewoszów.
W latach 1975–1998 miejscowość administracyjnie należała do województwa radomskiego. 15 lutego 2002 nastąpiła zmiana nazwy z Boguszówka Majątek na Boguszówka, równocześnie ówczesna osada stała się wsią.
W miejscowości działało PGR Boguszówka.
Wierni kościoła rzymskokatolickiego należą do parafii Najświętszej Maryi Panny Królowej Różańca Świętego w Wysokim Kole.